# Џулијан Барнс
Џулијан Патрик Барнс (енгл. Julian Patrick Barnes; Лестер, 19. јануар 1946) је савремени британски писац, припадник постмодерног правца.

## Биографија
Џулијан Барнс рођен је у Енглеској, у Лестеру, 19. јануара 1946. године. Школовао се у Лондону од 1957. до 1964, а високо образовање из области савремених језика стекао је на Kолеџу Магдален у Оксфорду. Дипломирао је 1968, а потом је три године радио као лексикограф на Оксфордском речнику енглеског језика. Године 1977. почео је да ради као критичар и уредник књижевне рубрике у часописима Њу стејтсмен и Њу ривју. Писао је ТВ критику, прво за Њу стејтсмен, а затим за лондонски Обзервер.
Писао је и крими романе под псеудонимом Ден Кавана (енгл. Dan Kavanagh).
Његов брат је Џонатан Барнс.

## Награде
Три пута је био међу номинованима за награду Ман букер (за роман Флоберов папагај 1984. године, за роман Енглеска, Енглеска 1998. године и за роман Артур и Џорџ 2005. године). Наградом Ман букер награђен је 2011. године за роман Ово личи на крај (The Sense of an Ending).

## Дела
Уколико није назначено другачије, у питању је роман.
- (Метроленд), 1980.
- (Пре него што ме је срела), 1982.
- (Флоберов папагај), 1984.
- (Зурећи у сунце), 1986.
- (Историја света у 10 1/2 поглавља), 1989.
- (Троје), 1991.
- (Бодљикаво прасе), 1992.
- (Писма из Лондона 1991-1995), 1995. – Барнсови чланци из часописа
- (Обале Ламанша), 1996. – приче
- (Енглеска, Енглеска), 1998.
- (Љубав, итд.), 2000.
- (Нешто да пријавите), 2002. – есеји
- (Цепидлака у кухињи), 2003. – записи о кулинарству
- (Сто од лимуновог дрвета), 2004. – приче
- (Артур и Џорџ), 2005.
- (Није то ништа страшно), 2008. – приче
- (Пулс), 2011. – приче
- Ово личи на крај, 2011.
- (Кроз прозор), 2012. – 17 есеја и кратка прича
- (Нивои живота), 2013. – мемоари
- (Бити на опрезу - Есеји о уметности), 2015. – есеји
- (Šum vremena), 2016.

## Дела под псеудонимом Ден Кавана
- , 1980.
- , 1981.
- ', 1985.
- , 1987.